# Mushubati
Mushubati est une ville située au centre du Rwanda. 

## Géographie
La ville de Mushubati se situe à 3,67 km de Gitarama. Elle se trouve a une altitude de 1 868 mètres.

## Administration
Avant la réforme administrative de 2006, Mushubato était aussi la capitale d'une préfecture du Rwanda avec 17 communes: Gitirama; Rutobwe; Musambira; Ntongwe; Nyamabuye; Mukingi; Kayenzi; Bulinga; Nyabikenke; Taba; Runda; Murama; Tambwe; Kigoma; Masango; Mugina; Nyakabanda, jusqu'en 2002.
La réforme territoriale du 1er janvier 2006 l'a fait disparaître en la fusionnant avec les provinces de Butare et de Gikongoro, donnant ainsi naissance à une nouvelle Province du sud dont le chef-lieu est Nyanza.

## Personnalités notables
- Froduald Karamira (1947 - 1998), homme politique rwandais né à Mushubati, reconnu coupable d'avoir organisé la mise en œuvre du génocide rwandais de 1994
- Emilienne Mukansoro (1967 -),  psychothérapeute rwandaise, organisatrice et animatrice de thérapies de groupe à la suite du génocide de 1994, dans sa maison de Mushubati[1].